# Subregió de Trebisonda
La subregió de Trebisonda (en turc Trabzon Alt Bölgesi) és una subregió estadística de la regió oriental del mar Negre a Turquia.

## Províncies
- Província de Trebisonda (TR901)
- Província d'Ordu (TR902)
- Província de Giresun (TR903)
- Província de Rize (TR904)
- Província d'Artvin (TR905)
- Província de Gümüşhane (TR906)